# 广汕铁路公司
广东广汕铁路有限责任公司是一家主要由国铁和地方出资组建的公司，成立于2018年01月19日。主要负责广汕铁路、汕汕铁路以及漳汕高速铁路（广东段）的项目管理。公司主要由广东省、广州市、广铁集团、惠州市以及深圳市持有。

## 管辖线路
- 广汕铁路，广州新塘站至汕尾站之间的高速鐵路
- 汕汕铁路，汕头站至汕尾站之间的高速鐵路
- 漳汕高速铁路（广东段），连接汕头站至粤闽省界的高速鐵路
- 广石铁路广州北站（不含）至长冈站（不含）段，又称长冈/长岗联络线
- 麻仲联络线，广汕铁路麻地岭线路所至赣深客运专线仲恺站（不含）之间的联络线
- 惠罗联络线，赣深客运专线惠州北站（不含）至广汕铁路罗阳线路所之间的联络线